# Ruelle de l'Esprit (Strasbourg)
Pour les articles homonymes, voir Ruelle de l'Esprit.
La ruelle de l'Esprit (en alsacien : Geistgässel) est une voie de Strasbourg, rattachée administrativement au Quartier Gare - Kléber, qui va de la rue de l'Ail au quai Saint-Thomas, où elle s'ouvre entre le no 4 et le no 5. 

## Toponymie

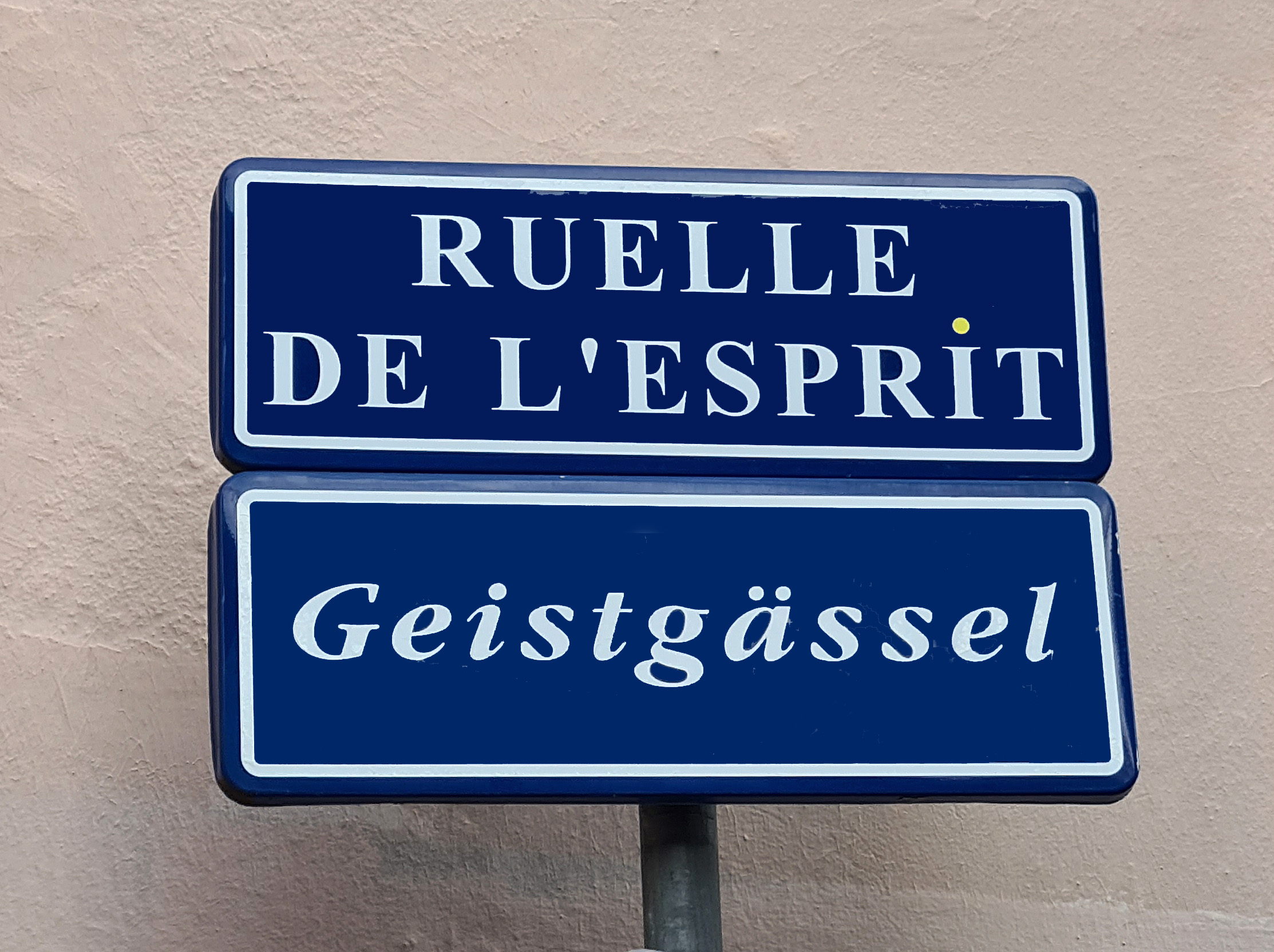
Plaque bilingue, en français et en alsacien.

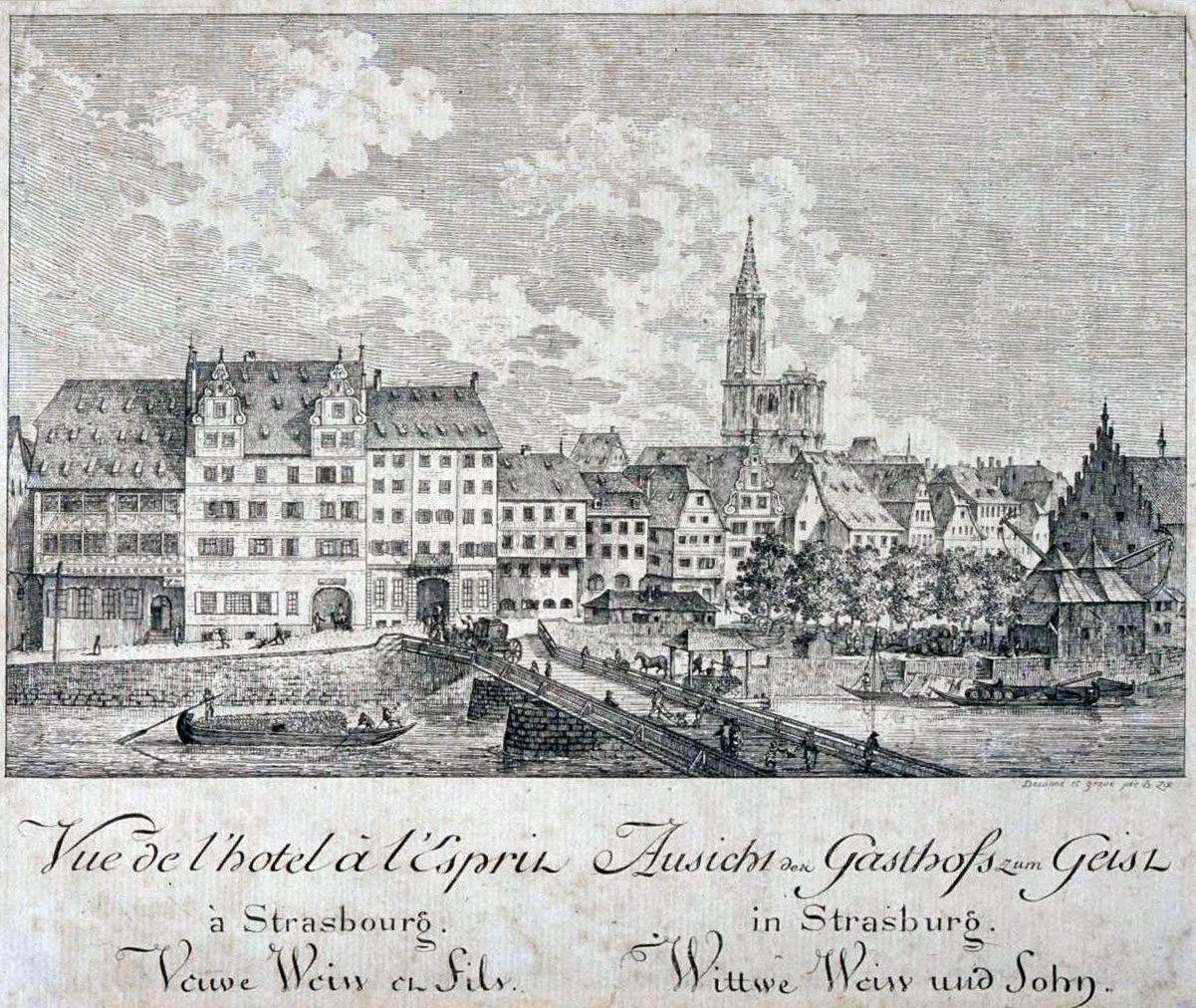
L'hôtel et le pont de l'Esprit vus par Benjamin Zix.

Au fil des siècles, plusieurs dénominations se sont succédé : Drenkegässelin (1332), Trenkgesselin (1427), Briefgesselin (1466), Geissgässel (1681),  Geistgässlein (XVIIIe siècle), rue de l'Esprit (1780, 1792, 1817), ruelle de la République (1794),  Geist-Gässlein (1817), petite rue de l'Esprit (1849), ruelle de l'Esprit (1856, 1918), Geistgässchen (1872, 1940) et, à nouveau, ruelle de l'Esprit après 1945. 
Les premières appellations font référence à un abreuvoir, puis à une taverne, Zum Brieff, fréquentée par des nobles qui tenaient leur titre de l'empereur en personne — les lettres de noblesse —, qui se trouvait à l'angle du quai Saint-Thomas. 
L'auberge se trouvait à proximité de l'emplacement du futur hôtel de l'Esprit, l'un des établissements les plus réputés de la ville où séjournèrent un grand nombre de personnalités au XVIIIe et au début du XIXe siècle. Le nom de la voie prend alors ce nom, de même que l'ancien pont Saint-Nicolas qui lui fait face, nommé « pont de l'Esprit ».
Des plaques de rues bilingues, à la fois en français et en alsacien, ont été mises en place par la municipalité à partir de 1995. C'est le cas du Geistgässel.

## Bâtiments remarquables

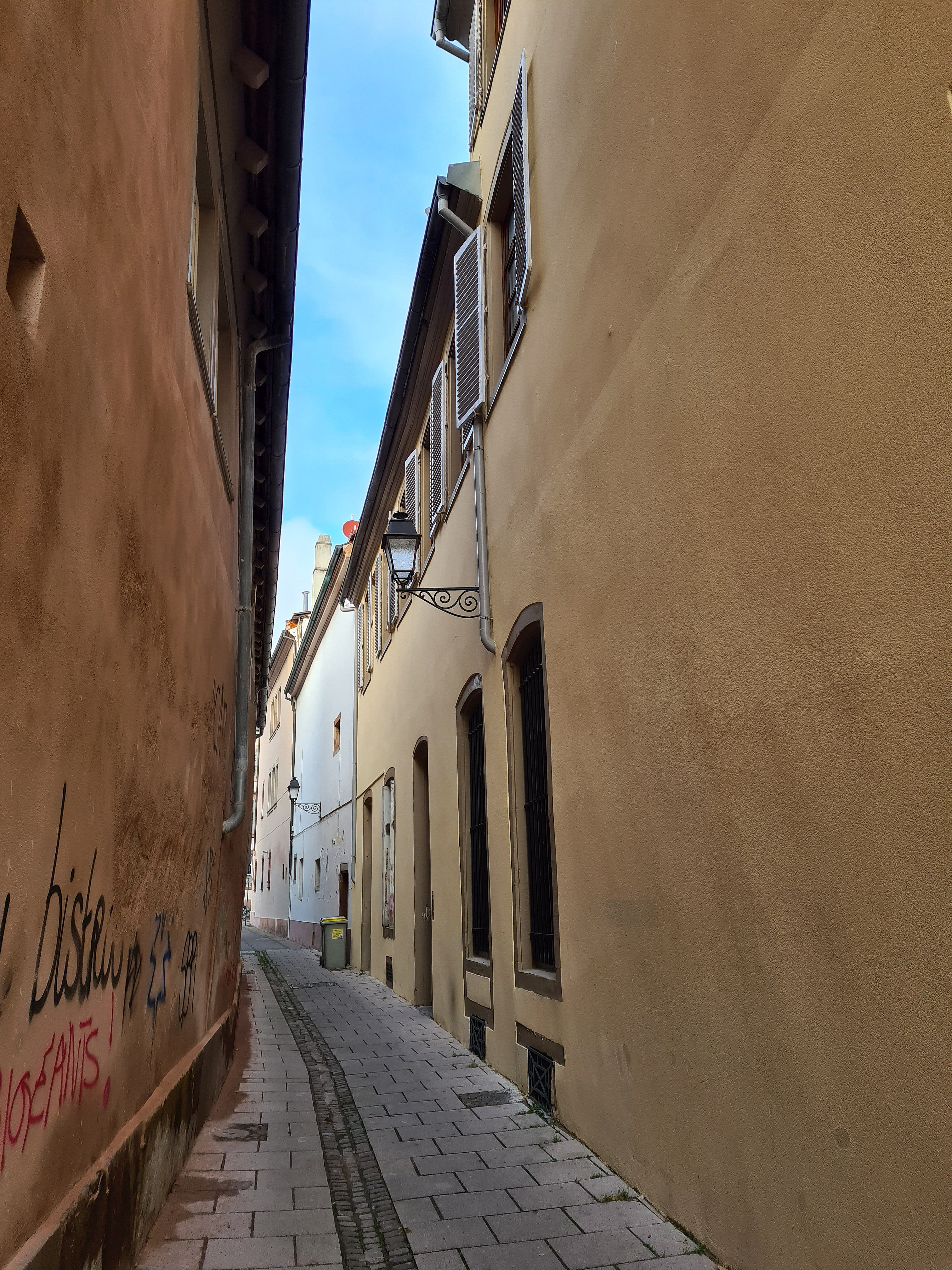
La ruelle en direction de la rue de l'Ail.

À la fin du XIXe siècle , Adolphe Seyboth décrit les maisons qui faisaient l'angle avec la rue de l'Ail. L'une était connue, aux XVe et XVIe siècles, sous le nom de Hapmacherhof, car elle était habitée par l'ammeister André Hapmacher, de Mundolsheim (1491-1497). Par la suite elle devient la propriété de la famille de l'ammeister Jean-Michel Staemmler.
À l'autre angle, le no 14 appartenait pendant tout le XVIe siècle et les deux-tiers du XVIIe à la famille Mueg, celle de Charles Mueg qui fut ammeister à trois reprises (1558, 1564, 1570). Guillaume-Sébastien et son cousin Paul-Jacques Mueg, de Boofzheim, étaient encore propriétaires de cet immeuble en 1659.
L'emplacement où la ruelle rejoint désormais la rue de l'Ail, entre le no 10 et le no 14, correspond à l'ancien no 12 de cette rue, qui a disparu. Ses façades (y compris les vantaux de la porte), sa toiture et son escalier faisaient l'objet d'une inscription au titre des monuments historiques depuis 1929. L'immeuble est détruit par le bombardement du 11 août 1944. Une petite place a été aménagée à cet endroit.